# Élections générales téneliennes de 2019
Les élections générales téneliennes de 2019 ont lieu le 15 mai 2019 afin d'élire la 49e législature de la Chambre d'assemblée de Terre-Neuve-et-Labrador. 
À l'issue du scrutin, le gouvernement du premier ministre libéral Dwight Ball reste en place mais n'a plus la majorité absolue des siéges, une première dans la province. C'est aussi la première fois qu'un parti n'obtient pas trois majorités successives.

## Contexte
En 2015 les Parti libéraux de Dwight Ball ont remporté une large victoire et défait le Parti progressiste-conservateur du premier ministre Paul Davies, au pouvoir pendant trois mandat consécutif. Le Nouveau Parti démocratique d'Earle McCurdy avait remporté 2 sièges mais son chef n'a pas été élu à la Chambre d'assemblée.
Durant le mandat les libéraux passent de 31 à députés à 27 le jour de la dissolution : trois députés ont été suspendus et siègent comme indépendants (Dale Kirby, Eddie Joyce et Paul Lane) et un siège est gagnée par les conservateurs, qui passent de 7 à 8 élus, lors d'une élection partielle en octobre 2018. Il s'agit de la circonscription de Windsor Lake, remportée par Ches Crosbie, élu chef du parti progressiste-conservateur, qui devient dès lors leader de l'opposition officielle.
En avril 2019, Dwight Ball annonce le déclenchement d'élections légèrement anticipées au 15 mai 2019. Elles devaient normalement avoir lieu le 21 octobre 2019, mais les élections fédérales canadiennes ayant été annoncé pour la même date, le premier ministre a souhaité éviter des interférences entre les deux élections.
Entre juin 2018 et mai 2019 cinq élections provinciales ont eu lieu au Canada. Une a vu les néodémocrates être remplacé par les conservateurs (Alberta 2019) et les quatre autres (Ontario 2018, Québec, Nouveau-Brunswick 2018, Île-du-Prince-Édouard 2019) ont vu les gouvernements libéraux sortants défaits et laisser place à des gouvernements conservateurs, où ce qu'il y a de proche à l'échelle de la province dans le cas de la Coalition avenir Québec. Enfin, dans le cas du Nouveau-Brunswick et de l'Île-du-Prince-Édouard, les deux gouvernements progressistes-conservateurs sont des gouvernements minoritaires, chose rare dans la première province, une première dans le second. Chaque cas particulier est détaillé sur les pages correspondants aux élections dans chaque province.

### Députés qui ne se représentent pas
Deux des trois députés indépendants se représentent, ainsi que l'intégralité du caucus libéral. Deux progressistes-conservateurs ne se représentant pas, tout comme les deux seuls élus néo-démocrates.
Indépendant
- Dale Kirby (en) (Mount Scio)[5].

Néo-démocrates
- Gerry Rogers (Saint-Jean-Centre)[6] ;
- Lorraine Michael (Saint-Jean-Est–Quidi Vidi)[7].

Progressistes-conservateurs
- Keith Hutchings (en) (Ferryland)[8] ;
- Tracey Perry (en) (Baie Fortune-Cap La Hune)[9].

## Système électoral
La Chambre d'assemblée est composée de 49 sièges pourvus au scrutin uninominal majoritaire à un tour dans autant de circonscriptions électorales.

## Résultats
|                           |                                      |         |       |      |        |               |  |  |  |
| Parti                     | Parti                                | Votes   | %     | +/–  | Sièges | +/–           |  |  |  |
|                           | Parti libéral (Libéral)              | 93 745  | 44,00 | 13,3 | 20     | 11            |  |  |  |
|                           | Parti progressiste-conservateur (PC) | 90 689  | 42,57 | 12,5 | 15     | 8             |  |  |  |
|                           | Nouveau Parti démocratique (NPD)     | 13 434  | 6,31  | 5,8  | 3      | 1             |  |  |  |
|                           | Alliance (NL)                        | 5 086   | 2,39  | Nv   | 0      | en stagnation |  |  |  |
|                           | Indépendants                         | 10 096  | 4,74  | 4,0  | 2      | 2             |  |  |  |
|                           |                                      |         |       |      |        |               |  |  |  |
| Votes valides             | Votes valides                        | 213 050 | 99,18 |      |        |               |  |  |  |
| Votes blancs et invalides | Votes blancs et invalides            | 1 757   | 0,82  |      |        |               |  |  |  |
| Total                     | Total                                | 214 807 | 100   | -    | 40     | en stagnation |  |  |  |
| Abstention                | Abstention                           | 139 329 | 39,34 |      |        |               |  |  |  |
| Inscrits / participation  | Inscrits / participation             | 354 136 | 60,66 |      |        |               |  |  |  |

## Conséquences
Le soir des résultats, il y a un temps de flou avant de savoir qui a réellement remporté l'élection, mais malgré un score proche des libéraux et une forte hausse, les  progressistes-conservateurs sont devancés de cinq sièges par les libéraux menés par le premier-ministre sortant. De leurs côtés, malgré une forte baisse en voix, les néodémocrates gagnent un siège. Paul Lane (en) et Eddie Joyce, les deux députés indépendants sortants qui se représentaient, sont réélus en leurs noms propres. Deux ministres qui faisaient partie du cabinet au moment de la dissolution de la Chambre d'assemblée sont défaits : l’ancien ministre de l’Éducation, Al Hawkins, par un progressiste-conservateur, et l’ancien ministre des Affaires municipales Graham Letto, par un néo-démocrate.
Avec 20 sièges, les libéraux de Dwight Ball perdent leur majorité à un siège et Ches Crosbie, leader du Parti progressiste-conservateur, refuse de reconnaître la défaite déclarant « Ça ne finira pas avec une situation où Dwight Ball sera premier ministre dans un an ». 
Le Nouveau Parti démocratique indique cependant rapidement être ouvert à travailler avec les libéraux. La cheffe Alison Coffin, nouvellement élue députée, indique ne pas souhaiter d'élection à court terme et déclare que « Si un gouvernement minoritaire est vraiment intéressé à un vrai débat et à régler les problèmes qui existent au lieu de mettre des pansements dessus, et [que Ball] est ouvert à parler, alors je crois qu'on a de réelles chances d'accomplir beaucoup de travail ».
Le gouvernement minoritaire est finalement assermenté le 30 mai, en ignorant encore si le gouvernement sera finalement majoritaire ou non. En effet l'élection du néodémocrate Jordan Brown par 5 voix d'avance sur l'ex-ministre libéral Graham Letto est contestée devant les juges. En cas de renversement de la victoire, le siège libéral gagné permettrait à Dwight Ball d'obtenir une majorité absolue. En juin, le dépouillement judiciaire réduit l'avance du néodémocrate à deux voix, confirmant son élection et l'aspect minoritaire du gouvernement.